# Bandera de la Junta Revolucionaria de Quito
La Bandera del estado independiente  Quito fue el estandarte utilizado por los patriotas quiteños del 10 de agosto de 1809, durante el episodio conocido como Primera Junta de Gobierno Autónoma de Quito. Después fue nuevamente utilizado por la Segunda Junta instalada en 1810 y, finalmente, vuelta a enarbolar por el Estado de Quito (1811-1812).

## La Cruz de Borgoña
La Cruz de Borgoña o Aspa de Borgoña es una representación de la Cruz de San Andrés en la que los troncos que forman la cruz aparecen con sus nudos en los lugares donde se cortaron las ramas. Este emblema ha sido incluido en los escudos de armas y en las banderas de España, tanto de tierra como de mar, desde 1506, época de su introducción con la Guardia Borgoñona de Felipe el Hermoso, hasta nuestros días, donde todavía es un elemento importante en el Escudo de Armas del Rey de España, y en su estandarte,
Parece ser que el aspa de Borgoña fue el distintivo de la facción borgoñona en la Francia de la guerra de los Cien Años a partir del duque Juan "Sin Miedo" de Borgoña (duque entre 1404 y 1419), ya que San Andrés es el patrón de Borgoña. Fue el rey Felipe I el Hermoso quien, en 1506, tras contraer matrimonio con la reina Juana I de Castilla, introdujo en España el signo distintivo de la casa de su madre, María de Borgoña.

## La bandera quiteña
Durante mucho tiempo se creyó erróneamente que la bandera era de paño rojo con el asta blanca, pero esto fue más que un error de transcripción, ya que en realidad se trataba de una bandera de paño rojo con el aspa blanca, es decir la bandera del imperio español con la cruz de Borgoña, pero en colores invertidos. Con ocasión de las celebraciones del Bicentenario del diez de agosto, se usó la bandera correctamente representada y se aclaró masivamente el error.
El documento del que se desprende la descripción correcta es el inventario del botín capturado por las tropas españolas del coronel Juan Sámano tras la Batalla de Ibarra contra las fuerzas del Estado de Quito, en las inmediaciones de la Laguna de Yaguarcocha el 1 de diciembre de 1812. En este documento consta, entre otros bienes, «una bandera de tafetán encarnado con aspa blanca»; con tafetán se refiere al material del paño (tela), encarnado es el color de la misma (rojo), mientras que el aspa es la Cruz de San Andrés, de uso heráldico.
Esta bandera de gules (roja) con la cruz de Borgoña cargada en plata (blanco), surgió como afirmación del pasado y como continuidad histórica de los Reinos Indianos, luego de la fractura de la Monarquía española por la invasión napoleónica.